# John Buckley (Bischof)
John Buckley (* 2. November 1939 in Inchigela, County Cork) ist ein irischer Geistlicher und emeritierter römisch-katholischer Bischof von Cork und Ross.

## Leben
Nach seiner Schulzeit studierte Buckley römisch-katholische Theologie am St. Patricks College in Maynooth. Am 20. Juni 1965 wurde Buckley zum Priester geweiht. Danach unterrichtete er am St. Finbarrs College in Farranferris, dessen Präsident er später wurde.
Papst Johannes Paul II. ernannte ihn am 16. März 1984 zum Weihbischof im Bistum Cork und Ross und Titularbischof von Leptis Magna. Der Bischof von Cork und Ross, Michael Murphy, spendete ihm am 29. April desselben Jahres die Bischofsweihe. Mitkonsekratoren waren der Apostolische Nuntius in Irland, Erzbischof Gaetano Alibrandi, und der Erzbischof von Cashel und Emly, Thomas Morris.
Am 19. Dezember 1997 wurde Buckley zum Bischof von Cork und Ross ernannt. Die Amtseinführung fand am 8. Februar des folgenden Jahres statt.
Papst Franziskus nahm am 8. April 2019 seinen altersbedingten Rücktritt an.